# 胃擴張扭轉症

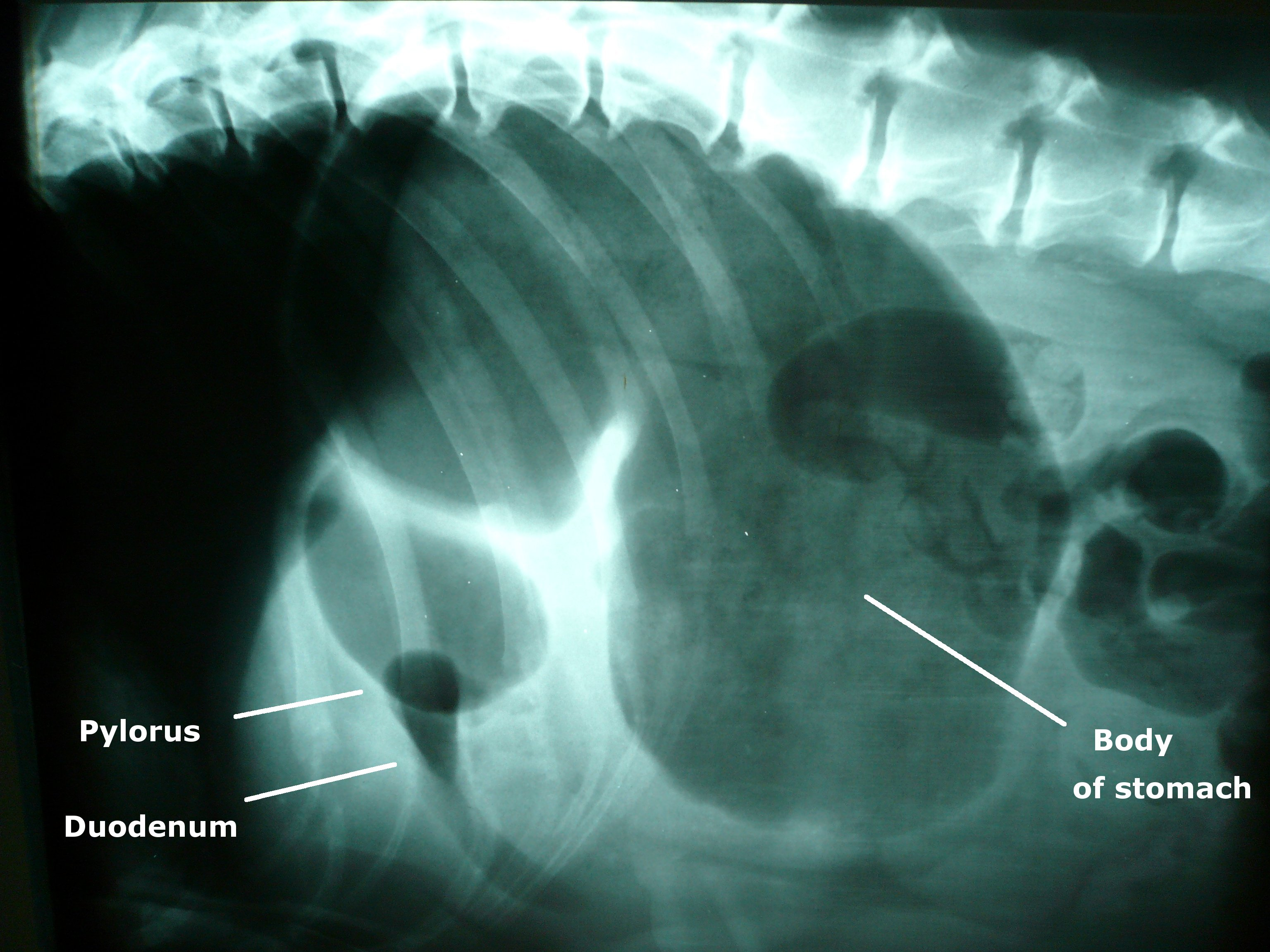
患有胃扩张扭转症的犬隻的腹腔X光影像。

胃扩张扭转症（英語：Gastric dilatation volvulus, GDV），又称为胃扭转（gastric torsion），是一种可能危及生命且必須及时治疗的犬隻疾病。成因為犬隻胃部因含有过多气体而造成过度拉伸和扭轉。GDV在部分犬種（如深胸犬）很常见。即使经过治疗，死亡率也有10%-60%；若進行手术治療，死亡率則大致為15%-33%。
胃擴張扭轉症的症狀不一定可以明顯地与其他疾病分別，犬隻可能会在沒有明顯原因下不舒服地站立。其他可能的症状包括腹部剧烈膨胀、虚弱、抑郁、呼吸困难、過度流涎和干呕。在許多患有GDV的犬隻身上也可以發現心律不整 。犬隻的慢性胃擴張扭轉症症狀包括食欲不振、呕吐和体重减轻等 。

## 成因

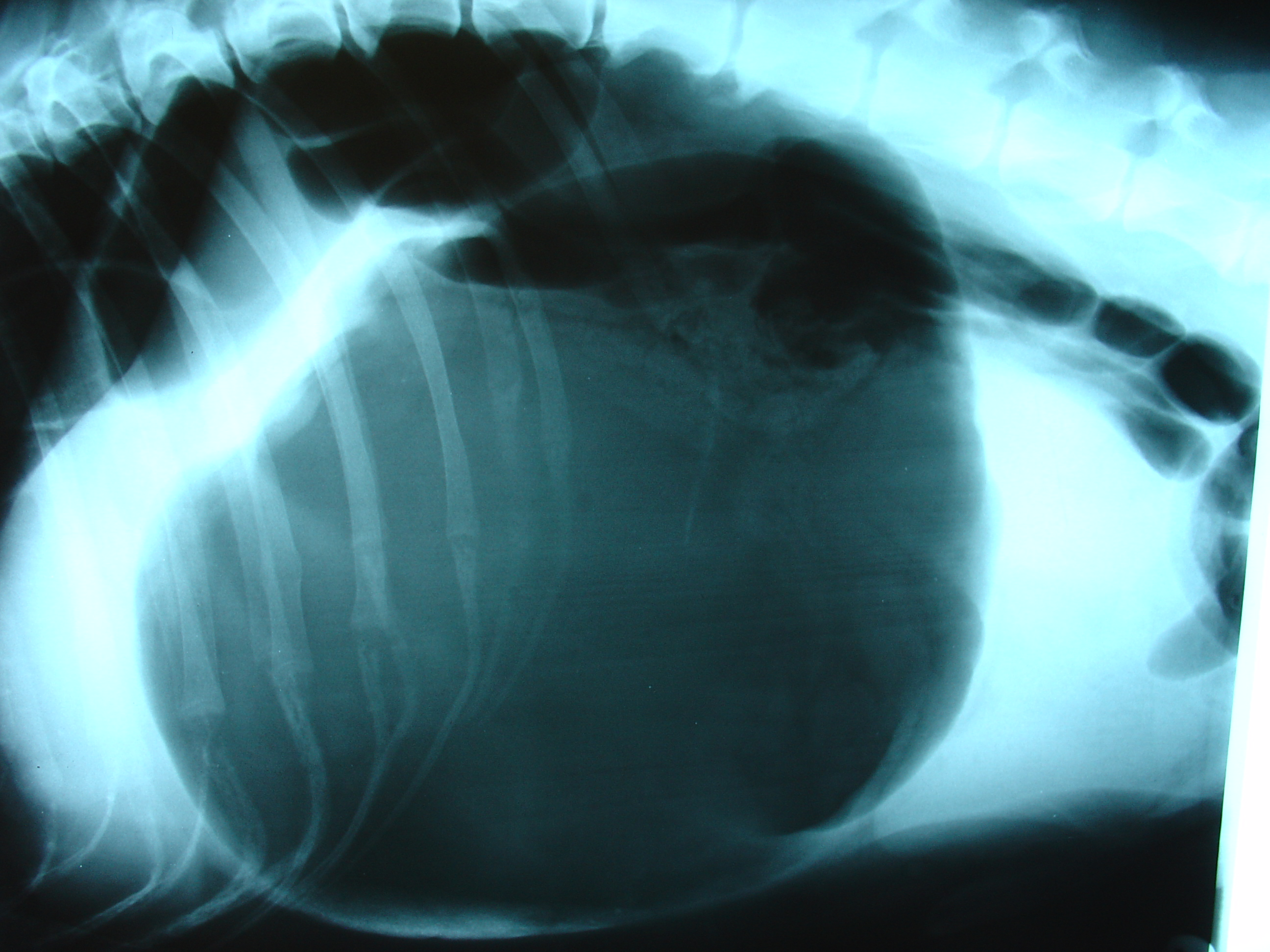
德国牧羊犬胃扩张和肠扭转（X光照片）

犬隻胃扩张肠扭轉症可能由多种因素引起。但在所有情况下，最直接的条件是食道和胃之间的括约肌功能障碍、以及幽门流出受阻 。其它引起GDV的因素包括年龄、品种、深胸犬、食物在胃中膨胀、过度餵食、在運動前後的一小段時間內攝取大量的水、以及緊迫和其他胃肠道疾病 。患有炎症性肠病的狗可能会增加腹胀的风险 。
过去曾經普遍建議在犬隻進食的时候應該要把它们的食物碗抬高；但这实际上可能增加GDV的风险。每天只吃一餐或飼料颗粒小于30 mm（1.2英寸）也可能使罹患GDV的风险提高。虽然谷物、大豆和动物蛋白不会增加腹脹的機率，但添加較多油脂或脂肪的飲食确实会增加患病可能，这可能是由于胃排空延迟所致。

## 病理生理学
在胃擴張扭轉症的犬隻中，病患胃部環繞著消化道纵轴而扭转。扭转前後都可能发生腹脹。從犬隻後側觀察，最常见的扭轉方向是顺时针旋轉，胃部在这个方向最多可以旋转360°；逆时针旋转則可以到達90°。如果扭转大于180°，食道就会受到擠壓而關閉，使犬隻無法通过打嗝或呕吐来缓解病情。胃擴張扭轉症亦可能造成低血压、血液回流受阻、胃部缺血和休克；门静脉如果受到擠壓会减少流向肝脏的血流，并降低该器官从血液中清除毒素和细菌的能力。在胃的另一端，如果扭转中断脾臟血液供应，则可能造成脾脏壞死。如果不迅速治疗，腹胀会导致敗血症、腹膜炎，最終導致毒性休克症候群而死亡。

## 诊断
GDV的诊断取决于几个因素，好發的犬种和病史通常会是嚴重懷疑罹患這種疾病的原因。理學檢查經常会发现明顯的腹部鼓脹；休克的诊断依据則是粘膜蒼白、微血管填充不良、心率加快或心律不整。影像學檢查可見胃部膨胀並充滿气体。在正常犬隻下，幽门通常位於胃的右腹侧；而GDV的犬隻則可見幽門偏移到腹中線的左側與胃體部的前側，而胃部在X光下則顯現為一個充滿空氣、分離成兩部分的囊袋樣構造。

## 治疗
胃扩张扭转症是一种急症，可能会在短時間內造成死亡；让兽医治療是絕對必要的。治疗的方式通常包括输液治療結合急診手术。急症初期胃部可以通过胃管减压；如果無法通過胃管減壓，可以利用套管针穿刺皮肤进入胃部去除气体；或是在麻醉后将套管针直接插入胃中以减少发生感染的机会。在手术過程中，将胃部放回正确位置、并检查腹腔中是否有任何壞死的组织（尤其是胃和脾脏）；如果发生胃壁坏死，可能需要进行局部胃切除手术。

## 预防
GDV的复发是一個可能存在的問題。高達80%只接受药物治疗（未接受手術治療）的犬隻有復發的可能。为了防止复发，在手术治疗的同时經常合併進行右侧胃固定术，通过各种方法将胃壁牢固地附着在体壁上，以防止胃部在腹腔内扭轉。虽然進行胃固定術的犬隻仍然可能出现腹脹，但胃扭转复发的機會显着减少 。在罹患GDV的高風險族群中，也可以進行预防性胃切除术。
其他有助于預防胃擴張扭轉症的措施包括少量多餐、而非全日僅一次大量進食，并且不要在進食前後運動。

## 预后
即時治疗是预后良好的最重要因素。延迟治療超过6小时或出現腹膜炎、败血症、低血压或弥散性血管内凝血是预后不良的指标。即使进行治疗，死亡率也接近10%-40%。手术治療的不良预后指标包括心律失常、脾切除或部分胃切除术。 

## 流行病学
一般而言，深胸犬罹患胃擴張扭轉症的风险最大。风险最大的5个品种是大丹犬、威玛犬、圣伯纳犬、戈登雪達犬和爱尔兰雪达犬。標準贵宾、爱尔兰猎狼犬、德国短毛指针犬、德国牧羊犬、罗得西亚脊背犬、和50磅（23）以下的巴吉度猎犬、腊肠犬也面臨罹患這種疾病的風險<ref name="Merck"/。